# Kristotomus chalcha
Kristotomus chalcha là một loài tò vò trong họ Ichneumonidae.